# Чёпинг (коммуна)
Чепинг (швед. Köpings kommun) — коммуна, расположенная в шведском лене Вестманланд, в центральной части страны. Чепинг занимает 160-е место по величине территории среди коммун Швеции. Административный центр коммуны — город Чепинг.
По данным переписи 2018 года, население коммуны составляет 26 214 человек.
Территория муниципалитета соответствует приходам: Бро, Химмета, Кепинг, Мальма, Мункторп, Оденсви и Вестра-Скедви.

## История
В 1862 году в результате проведенной административной реформы на этой территории были образованы земельные муниципалитеты с соответствующими названиями. В 1919 году муниципалитет Чепинга был включен в состав одноимённого города.
В ходе муниципальной реформы 1952 года были образованы крупные муниципалитеты Медокер (из бывших земельных муниципалитетов Арбога, Химмета, Медокер и Вестра-Скедви) и Мункторп (из Мункторпа и Оденсви).
Муниципалитет Чепинга был официально образован в ходе реформы 1971 года.
С 2001 года коммуна входит в состав лена Вестманланд.

## Известные уроженцы и жители
В 1811 году в Чепинге в семье священника родился юрист и поэт — любитель Рихард Дюбек, в 1844 году написавший стихотворение «Du gamla, Du fria», позже ставшее государственным гимном Швеции. В 1937 году решением правительства коммуны на территории Чепинга был открыт памятный бюст в честь Дюбека.